# Osman Pazvantoğlu
Osman Pazvantoğlu (també Osman Pasvan-Oghlu, Paswan-Oghlu, Pasvanoğlu, Pazvan Oghlu/Oğlu) (1758 - Vidin 27 de gener de 1807) fou un militar otomà de Bòsnia, d'origen aromanès, governador del districte de Vidin després de 1794, i més tard rebel contra el govern turc. Al seu segell personal apareix com Pazwand-Zade Othman. També se'l recorda com l'amic de Rigas Fereos, un poeta revolucionari grec, a qui va intentar sense èxit alliberar dels otomans, que el tenien detingut a la ciutat de Belgrad.

## Biografia
El seu avi era originari de Tuzla a Bòsnia, i fou membre de la guàrdia de la ciutat de Sofia, per això el nom de pasban-oğlu, "fill del guarda". El pare va rebre dos pobles en feu a la regió de Vidin pels seus serveis a la guerra contra Àustria. El seu pare Omer Agha va heretar aquests dos pobles però per la seva conducta desafiant fou executat pel governador. Osman va fugir llavors a Albània; després de participar com a voluntari a la guerra russoturca fins al 1789, va retornar al lloc del seu naixement; va retornar al combat i inicialment fou un mercenari al servei del príncep de Valàquia Nicolau Mavrogenes, al qual va desobeir en una ocasió, i es va salvar de represàlies mercès a la intervenció de Fereos. El 1791 va retornar a Vidin i des dels seus pobles va fer incursions de saqueig a Valàquia i Sèrbia, reagrupant a un gran exèrcit gran de mercenaris (més aviat bandits).
Quan el sultà el va voler posar a ratlla, es va rebel·lar (1793) contra Selim III, i es va amagar a les muntanyes amb la seva gent. El 1794 es va apoderar de Vidin on va actuar com a governant independent, encunyant les seves pròpies monedes i mantenint relacions diplomàtiques amb estats estrangers (incloent-hi la República Francesa). Geníssers descontents (expulsats de Sèrbia el 1792) se li van unir així com tota mena de mercenaris i aventurers i es va erigir en cap de tots els oposats a les reformes de Selim III. El 1705 va atacar el Pashalik de Belgrad, on governava Hajji Mustafà Pasha, partidari de les reformes i encarregat de deposar-lo però fou derrotat pel serbis al servei dels otomans a la batalla de Kolar, si bé el seu poder no fou afectat. El govern otomà va enviar llavors un fort exèrcit que fou rebutjat i a finals de 1795 es va començar a negociar. El 1797 el governador otomà oficial que sense cap poder romania nominalment a Vidin, fou expulsat per Pazvantoğlu i després va atacar els pashaliks veíns. El 1798, dominava territoris que estenien del Danubi a les Muntanyes dels Balcans i des de Belgrad fins a Varna. Fou derrotat a Varna però es va apoderar de bona part de Bulgària a l'est de Vidin. Al sud va arribar fins a Nish que no va poder ocupar. A l'oest va arribar fins a Belgrad ocupant la ciutat però sent rebutjat a la ciutadella per Hajji Mustafà.
Per tots aquests fets la Porta va enviar una expedició militar otomana (1798) manada per Husein Küçük Pasha (amb 100.000 soldats) va fracassar en el seu objectiu de conquerir Vidin (que va arribar a assetjar fins a l'octubre) i capturar Pazvantoğlu, i es va haver de retirar amb fortes pèrdues, i indirectament va provocar la caiguda i execució del príncep Constantí Hangerli, després que Küçük l'acusés de no haver donat prou suport a l'Exèrcit otomà. Pazvantoğlu va intentar annexionar el sandjak de Smederevo (Semèndria) però fou aturat per 16.000 soldats serbis al servei dels otomans. El 1799, ocupats els otomans a Egipte, el soldà otomà va optar per perdonar la rebel·lió de Pazvantoğlu i va acceptar nomenar-lo pasha. Tot i així Osman es va declarar encara oposat a les reformes i, per tant, al govern central.
Pazvantolu va fer diversos atacs violents a Valàquia (1800 i 1801), on sovint calava foc a les ciutats que saquejava. El 1800, les seves tropes, col·loquialment conegudes com a pasvangii, calaren foc a una gran part de la ciutat de Craiova: de 7.000 cases només al voltant de 300 van quedar després d'aturar-se el foc. Això feu que el príncep Alexandre Mourousis lliurés la seva dimissió al sultà Selim, una declaració rara de derrota en el context de regnats dels Fanariotes. Les incursions de Pazvantoğlu aviat es tornaven infames a tota Valàquia; l'expressió "com en el temps de Pazvante", bastant comú en romanès, volia indicar un temps de problemes i mal govern; darrerament el seu significat és "un temps molt antic".
L'estiu de 1801 va incitar als geníssers (que havien retornat a Belgrad) a apoderar-se de la ciutadella on a finals d'any van matar el governador Hajji Mustafà Pasha. En aquesta època va oferir declarar-se vassall del tsar, i va oferir també els seus serveis a França
A finals de gener 1802, Bucarest fou envaïda pel pànic després de córrer rumors que el paixà havia enviat al seu exèrcit en direcció a la ciutat. El príncep Miquel Soutzos va abandonar la ciutat amb una part dels soldats i ordenà que fos defensada per la guarnició restant, la major part albanesos, però desacords sobre pagaments portaren a aquestes tropes a abandonar el lloc; la ciutat aviat queia en el desordre i quedava breument sota el control de captaires i vagabunds (que aparentment imitaren una cerimònia de coronació); aquest episodi es va acabar per la intervenció violenta de tropes otomanes estacionades a la regió, i culminaren finalment amb la deposició de Soutzos. Assabentada la Porta dels contactes de Pazvantoğlu amb França i Rússia, li va declarar la guerra (1803) però la revolta sèrbia de 1804 va fer que aquesta declaració no fos seguida de cap efecte pràctic. El 1805 als seus dominis occidentals es va revoltar Pintzo i el 1806 els russos van aparèixer a la riba esquerra del Danubi, cosa que va decidir a Pazvantoğlu a oferir altre cop els seus serveis a la Porta; però el govern otomà va donar el comandament suprem contra els russos al governador de Rusçuk cosa que el va irritar i va optar per no defensar més que els seus propis dominis contra els russos i serbis aliats.
Va morir el 27 de gener de 1807. Va poder governar per les dificultats internes de l'Imperi, per un govern despòtic però amb notables mostres d'indulgència i justícia, per la seva habilitat, per la seva prudència (mai va sortir de Vidin) i per les obres notables que va fer portar a terme especialment a Vidin.
En 1809, una campanya de venjança dels hadjuks d'Oltènia dirigits per Iancu Jianu culminà en l'atac i destrucció parcial de Turnu Măgurele (que era oficialment administrat com un kaza otomà, però s'havia convertit en una base pel líder rebel.

## Llegat

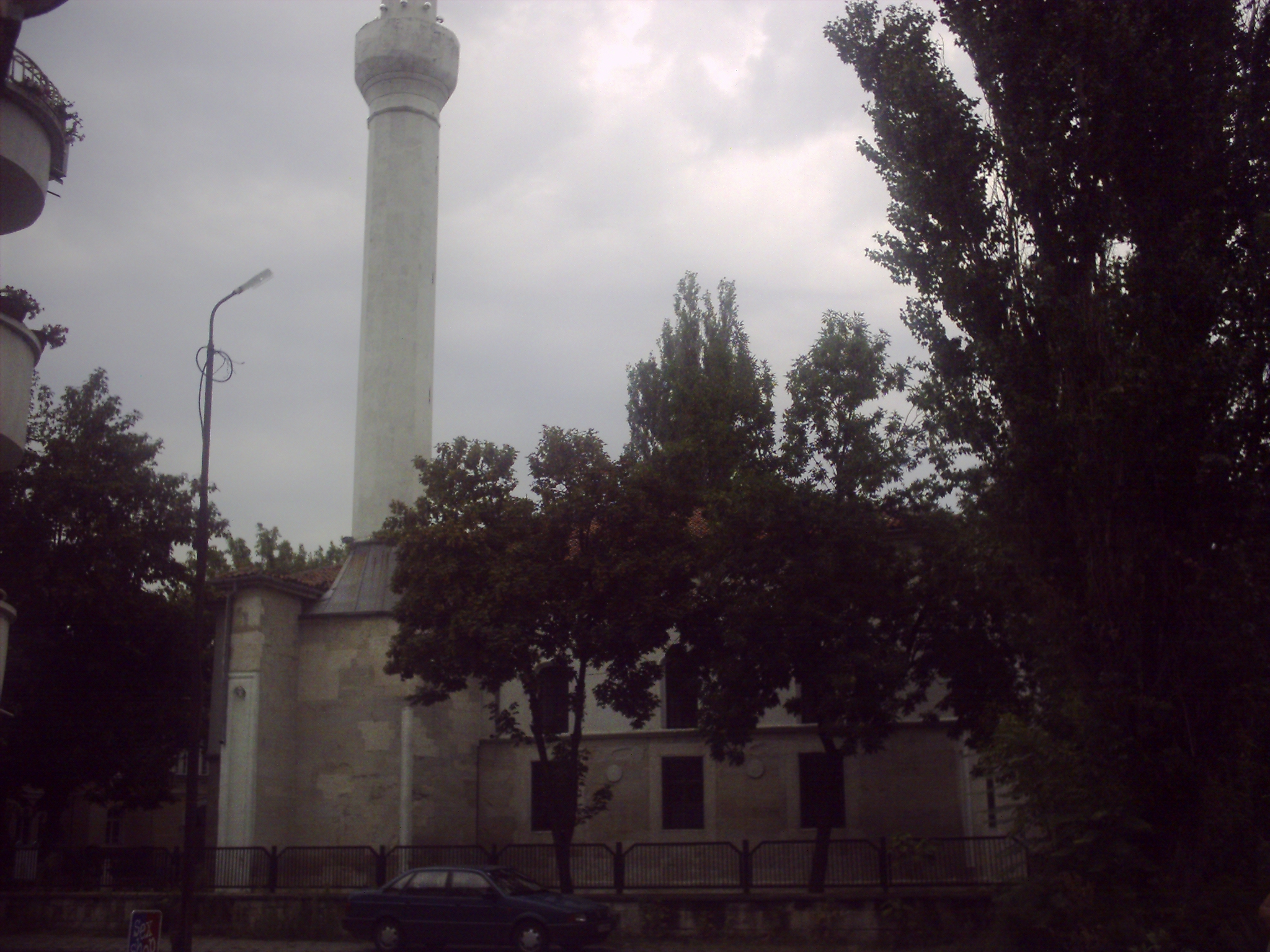
Mesquita Osman Pazvantoğlu

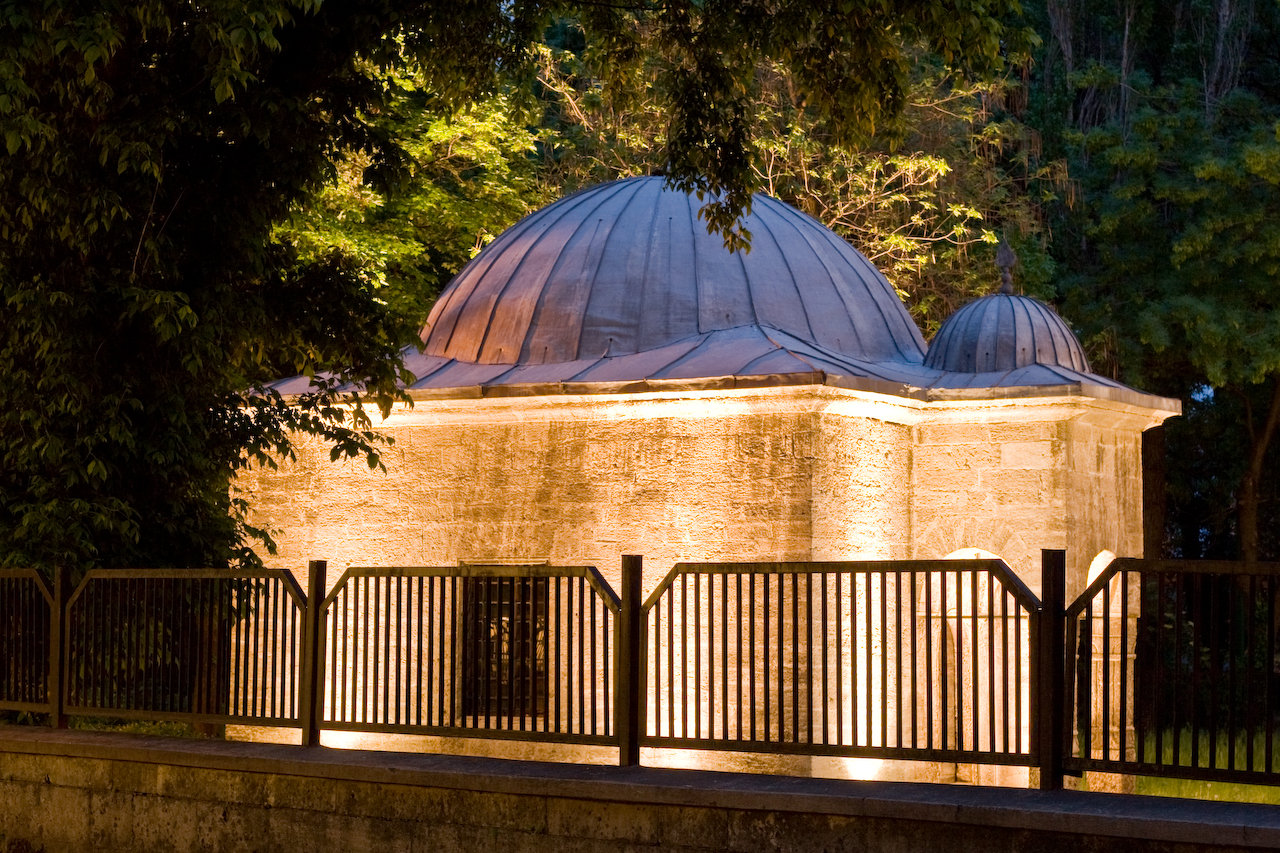
La biblioteca a la mesquita

A Vidin, Bulgària, la capital dels dominis de Pazvantoğlu, hi ha unes quantes coses construïdes durant el seu govern que encara romanen avui dia. Aquests inclouen una mesquita (construïda en 1801-1802) i una biblioteca (1802-1803) dedicada al pare del pasha. Els dos es classifiquen com monuments culturals. També es creu que el complex incloïa una madrassa i un petit claustre musulmà, però cap dels dos han sobreviscut fins avui.